# Arte assira

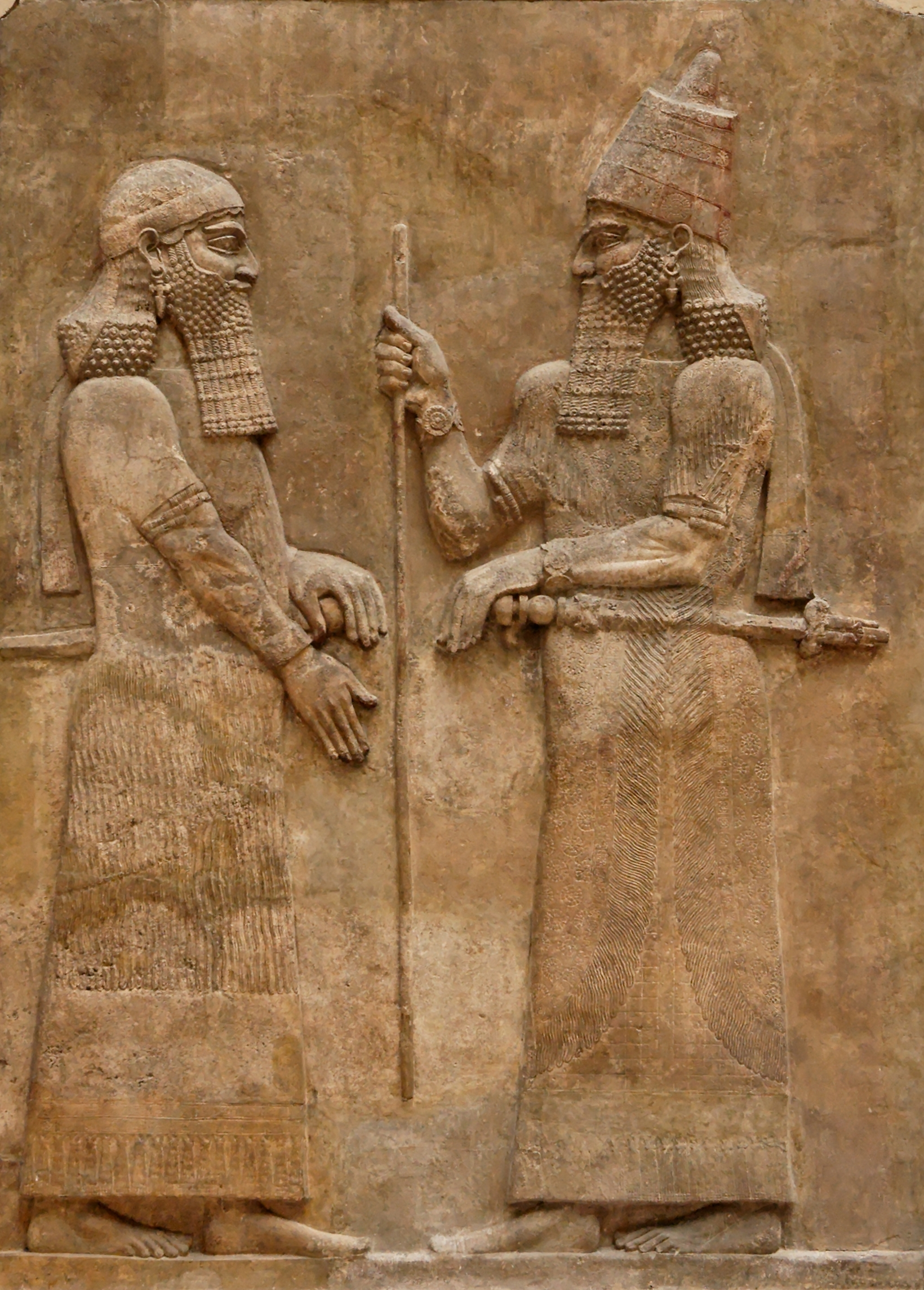
Sargon II e dignitario da Khorsabad, VIII secolo a.C., Parigi, Museo del Louvre

L'arte mesopotamica si diffuse in tre fasi storiche determinate: il periodo Paleoassiro o Antico Impero (dal 1950 a.C. al 1365 a.C.), compreso del periodo di sottomissione alla potenza babilonese, il periodo Medioassiro o Medio Impero (dal 1365 a.C. al 932 a.C.) e il periodo Neoassiro o Nuovo Impero (dal 932 a.C. al 612 a.C.).
Le opere di arte assire giunte sino ai nostri giorni appartengono, nella maggior parte dei casi, al periodo del Nuovo Impero, mentre l'arte dei periodi precedenti, sviluppatasi soprattutto nella città di Assur, sono sopravvissuti solo pochi frammenti e le raffigurazioni dei sigilli, tramite i quali gli studiosi hanno potuto ricostruire scenari storici e artistici, secondo i quali, le città dell'epoca erano caratterizzate da numerosi santuari in stile mesopotamico, spesso completati da enormi ziggurat. Le pareti interne degli edifici erano impreziosite da decorazioni.

## Architettura

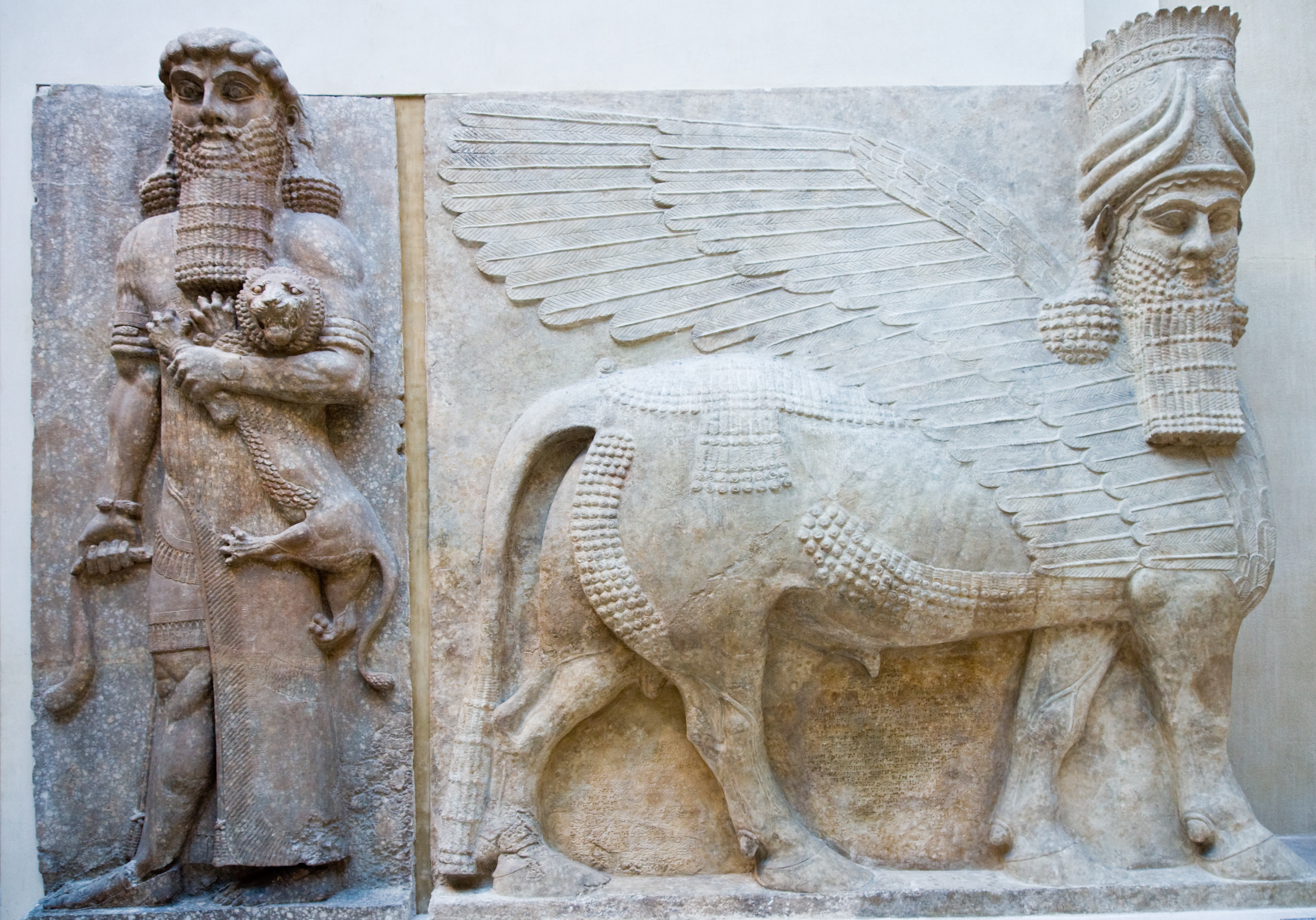
Lamassu e Gilgamesh da Khorsabad, VIII secolo a.C., Parigi, Museo del Louvre

Per quanto riguarda l'architettura, sono stati portati alla luce i resti di grandiosi palazzi, il più fastoso dei quali è quello di Sargon II, nell'odierna Khorsabad. Questi palazzi erano composti da un gran numero di stanze divise secondo regole ben precise: gli ambienti ufficiali si ergevano attorno a un cortile d'accesso, mentre le stanze private erano erette attorno a cortili interni.
La tecnica costruttiva dei palazzi prevedeva l'utilizzo del mattone crudo, secondo la tradizione mesopotamica, con l'aggiunta della pietra, per le fondamenta, le porte, le terrazze, i basamenti.
I templi, avendo la funzione di ospitare la divinità, da un punto di vista architettonico ripetevano la struttura delle dimore private circondanti i cortili.

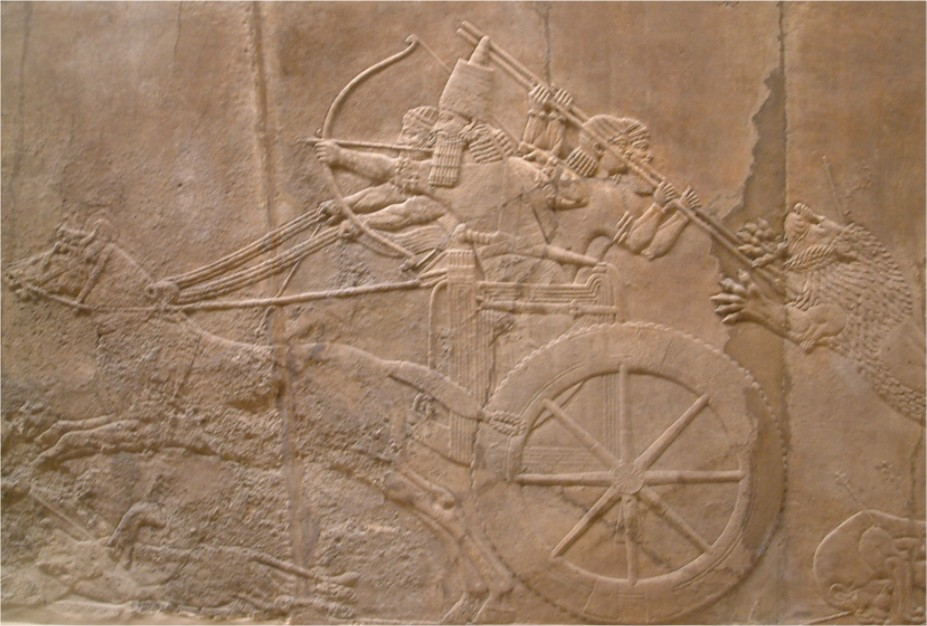
Assurbanipal a caccia del leone da Ninive, VII secolo a.C., Londra, British Museum

## Scultura e raffigurazioni
L'arte assira, come tutta la sua cultura, deve un forte tributo a Babilonia, ma durante l'ultimo periodo mostra una certa originalità. Molte immagini rappresentano scene di guerra e spesso mostrano nel dettaglio e con crudo realismo le torture subite dai popoli sottomessi al potere assiro. Si tratta di un'arte che ha come fine la celebrazione del potere dell'imperatore e scopo di propaganda. Inoltre, nei bassorilievi, sono spesso raffigurati i passatempi preferiti dai re, ossia le battute di caccia, rese però con scene sanguinarie altrettanto crudeli, quindi in linea con uno dei gusti artistici preminenti per gli assiri.
La raffigurazione del re era di tipo simbolico, priva di qualsiasi espressività ed emozioni, per avvicinare il più possibile la sua immagine a quella del dio. Molti di questi bassorilievi raffigurano anche il re che presiede a riti religiosi, insieme a diverse divinità. Numerosi di questi bassorilievi sono stati scoperti nei palazzi reali a Nimrud (Kalhu) e Khorsabad (Dur-Sharrukin). Abitualmente le figure umane sono rappresentate con la testa di profilo e il busto di fronte, i muscoli sono evidenziati a dismisura per indicare la forza e perciò la visione delle decorazioni umane è per lo più simbolica, mentre le figure animali sono maggiormente realistico-espressive. Lo stile delle sculture ha subito qualche variazione nel tempo, visto che nel periodo più antico le raffigurazioni hanno un rilievo minimo e dimensioni grandi, mentre successivamente, ai tempi di Sargon II, sporgono quasi come altorilievi e assumono una maggiore eleganza, un miglior senso della prospettiva e una dimensione ridotta.

Tra le raffigurazioni più significative vi è quella maestosa di Sargon II con uno stambecco destinato al sacrificio, la scena marinara raffigurante le navi che trasportano il legno dalla Fenicia e la Leonessa ferita.
La scultura assira raggiunse un alto livello di raffinatezza durante il periodo del Nuovo Impero come dimostrato dalla statua a tutto tondo raffigurante il sovrano Assurnasirpal II, proveniente da Nimrud e oggi conservata a Londra al British Museum, e dai tori alati a volto umano (detti lamassu), o gli shedu che proteggevano gli ingressi alla corte del re, secondo una usanza proveniente da Babilonia, conservati in vari musei del mondo tra i quali il British Museum e il Museo del Louvre (Lamassu dal palazzo di Khorsabad). Questi avevano una funzione apotropaica, cioè di allontanare gli spiriti maligni.
Accanto alla scultura in pietra si riscontrano anche rari esempi di scultura in metallo sbalzato, come le placche di bronzo inchiodate alla porta del tempio di Balawat (Imgur-Enlil) datate al regno di Assurnasirpal II e Shalmaneser III. Si tratta di piatti orizzontali, ognuno dei quali rappresenta una fase di battaglie condotte dai sovrani: la partenza delle truppe dal campo, battaglia, presa della città nemica, deportazione degli sconfitti e infine celebrazione della vittoria con le offerte agli dei e costruzione di stele della vittoria. Sono raffigurati temi simili a quelli che si ritrovano in rilievo sulle pareti dei palazzi reali.
Sappiamo da diverse fonti antiche che i palazzi neoassiri e i templi erano decorati con statue monumentali di metallo (rame, bronzo): come colonne di grandi dimensioni o tori e leoni pesanti anche centinaia di tonnellate.

## Rilievi
Il rilievo assiro è purtroppo poco documentato archeologicamente nel periodo dell'Antico e del Medio Impero, mentre è largamente conosciuto per quanto riguarda il Nuovo Impero. Le numerose opere conosciute provengono da cicli figurativi del palazzo nord-ovest di Assurnasirpal II (883-859 a.C.) a Nimrud, del palazzo centrale di Tiglatpileser III (744-727 a.C.) a Kalkhu, del palazzo reale di Sargon II (721-705 a.C.) a Khorsabad, del palazzo nord di Sennacherib (704-681 a.C.) e del palazzo sud-ovest di Assurbanipal (668-631 a.C.) a Ninive.
I temi di questi rilievi trattano principalmente imprese militari volute dal sovrano, vittorie sui nemici, cacce al leone, cortei di dignitari e gli Annali Reali. Queste raffigurazioni avevano lo scopo di commemorare e glorificare la figura del sovrano, tramandarne la memoria ai posteri, ma anche di infondere soggezione negli ambasciatori stranieri in visita al palazzo reale.
Assurnasirpal II fa scolpire nella sala del trono alcuni bassorilievi che commemorano le sue vittorie militari in Siria, utilizzando una narrazione su più registri con scene disposte in modo caotico.
Le opere fatte eseguire da Tiglatpileser III risultano quasi prive di rilievo, schiacciate, rigide, prive di movimento poiché sono realizzate secondo rigidi schemi.
I rilievi monumentali eseguiti per Sargon II a Khorsabad prediligono scene di cortei di dignitari in processione verso il sovrano o scene di glorificazione del re, raffigurato come un mite monarca, a discapito delle scene di guerre, assedi e scontri molto in uso tra i suoi predecessori. Con queste scene il sovrano intende glorificare lo Stato.
Nel palazzo di Ninive il sovrano Sennacherib decide di rappresentare in ogni sala una diversa scena, nella quale, oltre ad inserisce un'accurata descrizione dei particolari di ogni fase bellica, inserisce per la prima volta la rappresentazione dello sfondo, creando l'ambiente naturale in cui si svolgono gli eventi descritti.
Assurbanipal torna alle scene belliche e alla caccia al leone, simbolo del re che controlla le forze della natura selvaggia e del caos, rappresentate con crudo realismo, inoltre nei suoi rilievi bandisce quasi completamente lo sfondo che diviene più astratto e perde quasi ogni segno di naturalismo.

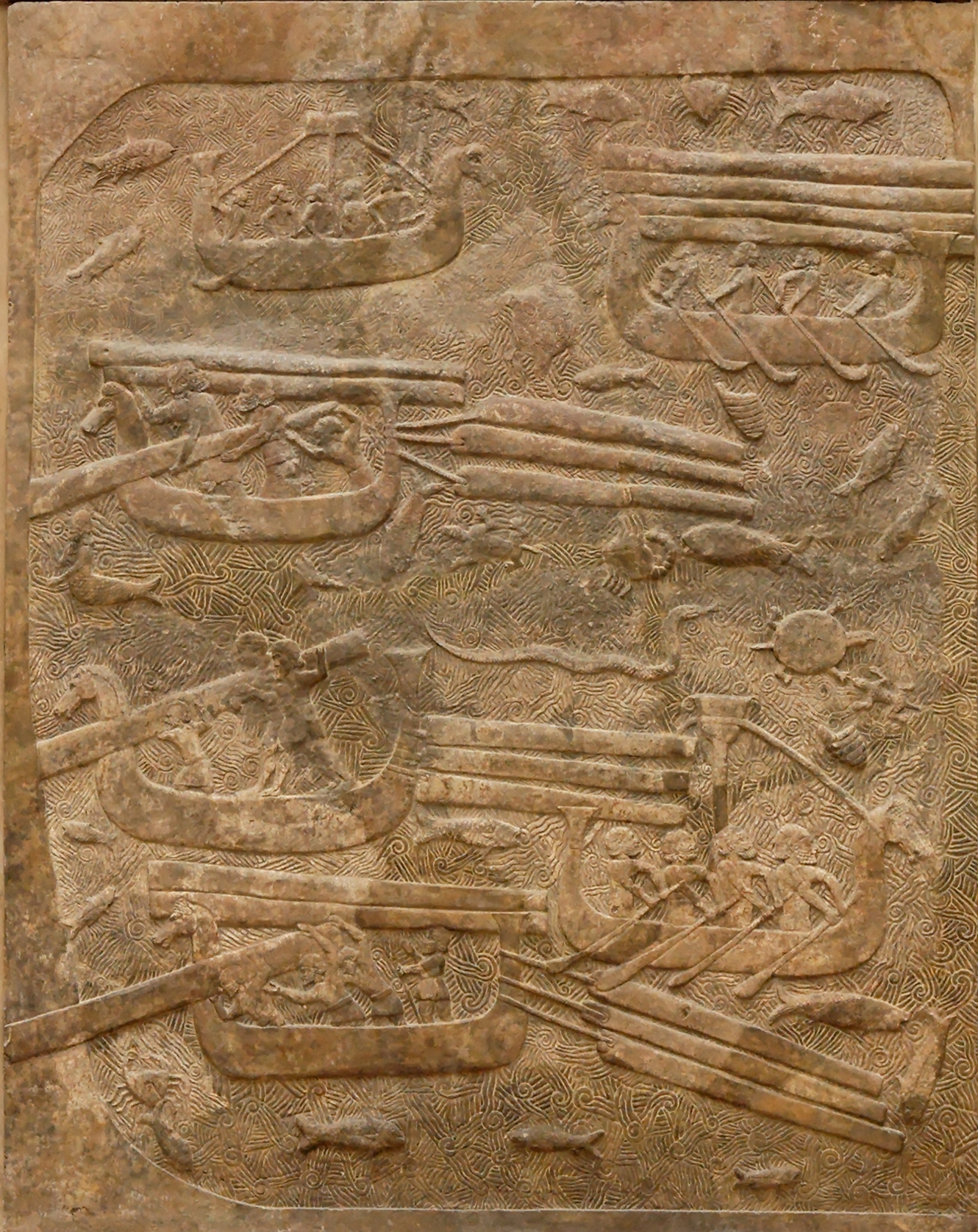
Scena raffigurante il trasporto su navi del legno dal Libano da Khorsabad, VIII secolo a.C., Parigi, Museo del Louvre

## Pittura
Da alcune fonti antiche e da rarissimi reperti archeologici sappiamo che i bassorilievi dei palazzi assiri erano in origine dipinti. Alcuni frammenti sono stati rinvenuti in siti di epoca medioassira e neoassira come Assur e Khalkhu. Il ciclo più impressionante di dipinti è stata trovata nel palazzo di Til-Barsip, datato VIII e VII secolo a.C.; purtroppo molto del ciclo originale si è degradato ed è scomparso con il tempo, ed è conosciuto solo dalle copie realizzate al momento della data di completamento degli scavi archeologici avvenuti nel 1930.
Lo stile e i soggetti sono gli stessi di quelli dei bassorilievi dei grandi palazzi reali.

## Avorio
Molti oggetti in avorio scolpito sono stati trovati nelle città neo-assire, in particolare a Nimrud. La quantità di avorio trovata in Assiria mostra che questi oggetti erano molto apprezzati dalle élite di questo paese.
Gli oggetti in avorio sono di vari tipi: elementi di arredo, scatole e piatti decorativi.

## Costumi e ornamenti
Gran parte della nostra conoscenza della gioielleria e dell'abbigliamento degli antichi Assiri viene dalle rappresentazioni sui bassorilievi dei palazzi, su stele, statue e da fonti testuali.
Il tipo di materiale tessile più utilizzato dagli Assiri era la lana di pecora, più facilmente accessibile, successivamente furono aggiunti il pelo di capra, il lino, il cotone e il bisso.  L'abbigliamento maschile era costituito generalmente da un indumento intimo, una sorta di tunica a maniche corte, coperto da un mantello o scialle con frange.
L'abbigliamento di lusso si arricchisce di gioielli e altri ornamenti sontuosi realizzati in oro, argento, pietre preziose, vetro e stoffe colorate.
I personaggi raffigurati nei bassorilievi spesso indossano braccialetti.
Opere di gioielleria assira sono state ritrovate in tombe reali a Nimrud.

## Glittica

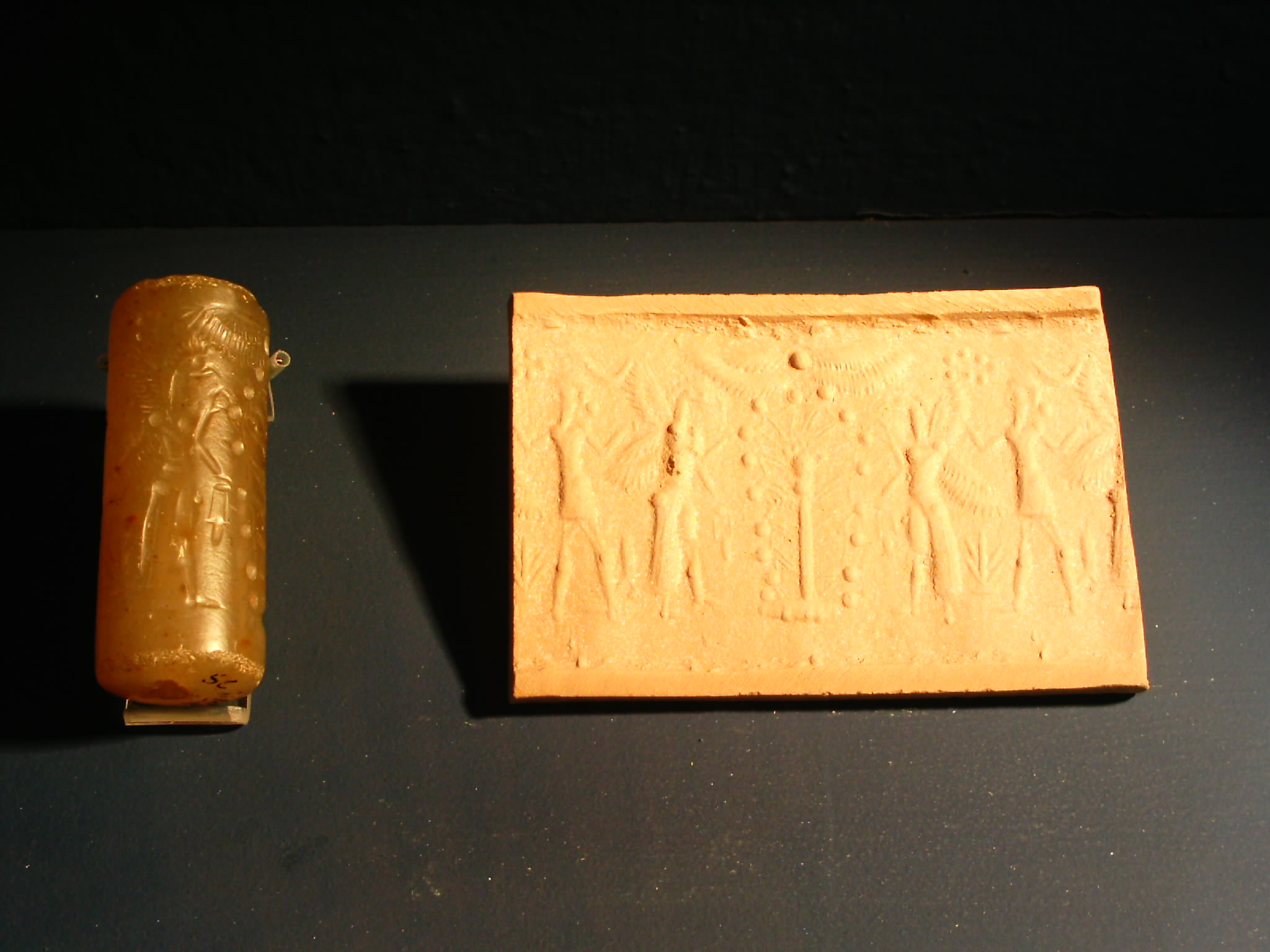
Sigillo neoassiro con scena di adorazione ad un albero sacro

Come in altre epoche della storia della Mesopotamia, gli Assiri utilizzato il sigillo cilindrico per sigillare e autenticare tavolette d'argilla e bolle.
L'iconografia di questi sigilli è varia. Nel periodo neoassiro le raffigurazioni sono simili a quelle realizzate a Babilonia nello stesso periodo, tanto che sono difficilmente distinguibili. Molti sigilli cilindrici raffigurano scene di caccia.
Altre scene sono d'ispirazione religiosa:  scene di culto di una divinità, a volte seduta su un trono secondo la tradizione mesopotamica, scene mitologiche che rappresentano una divinità nell'atto di combattere o scene di riverenza verso un albero sacro.

## Galleria d'immagini

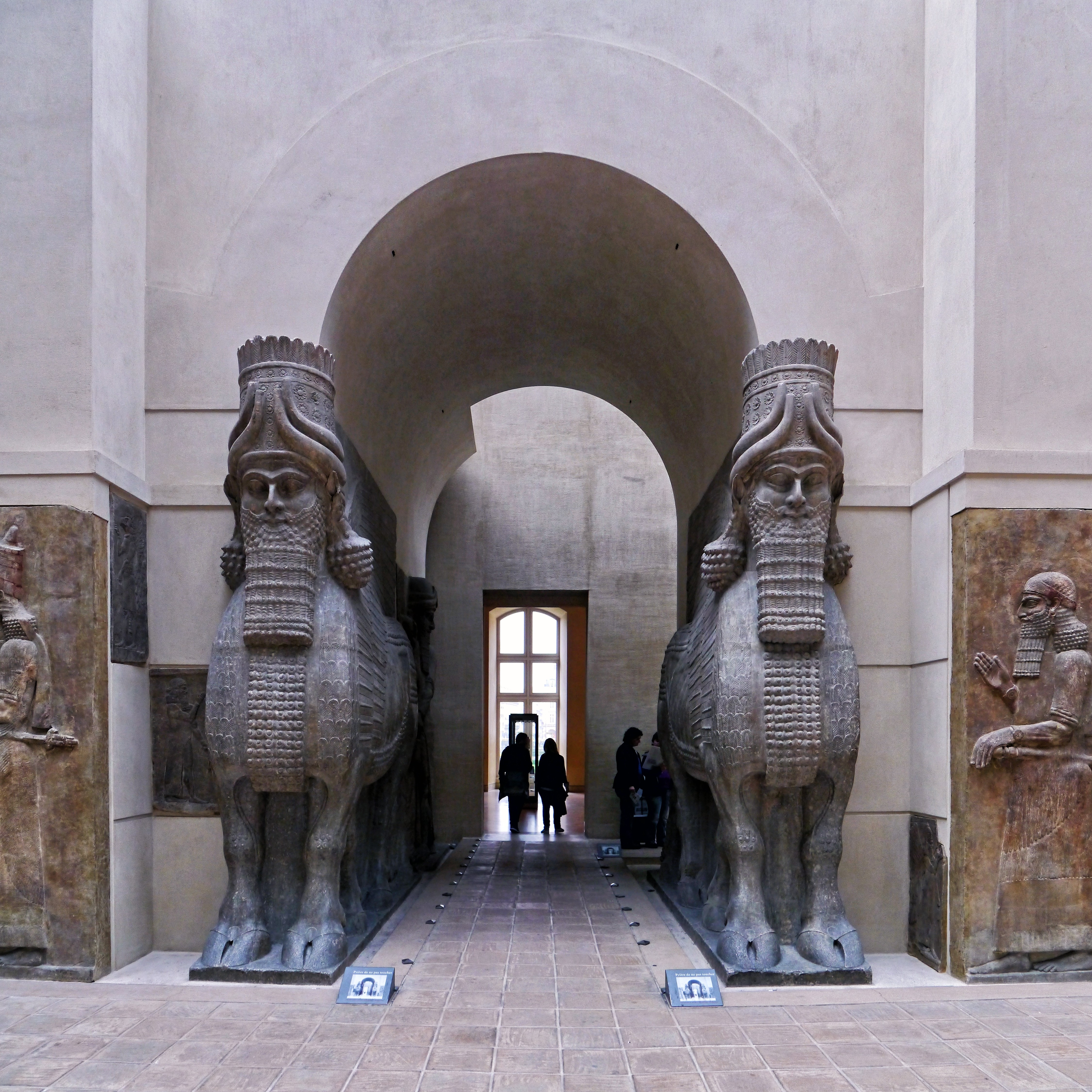
Lamassu dal palazzo di Khorsabad, VIII secolo a.C. , Parigi, Museo del Louvre
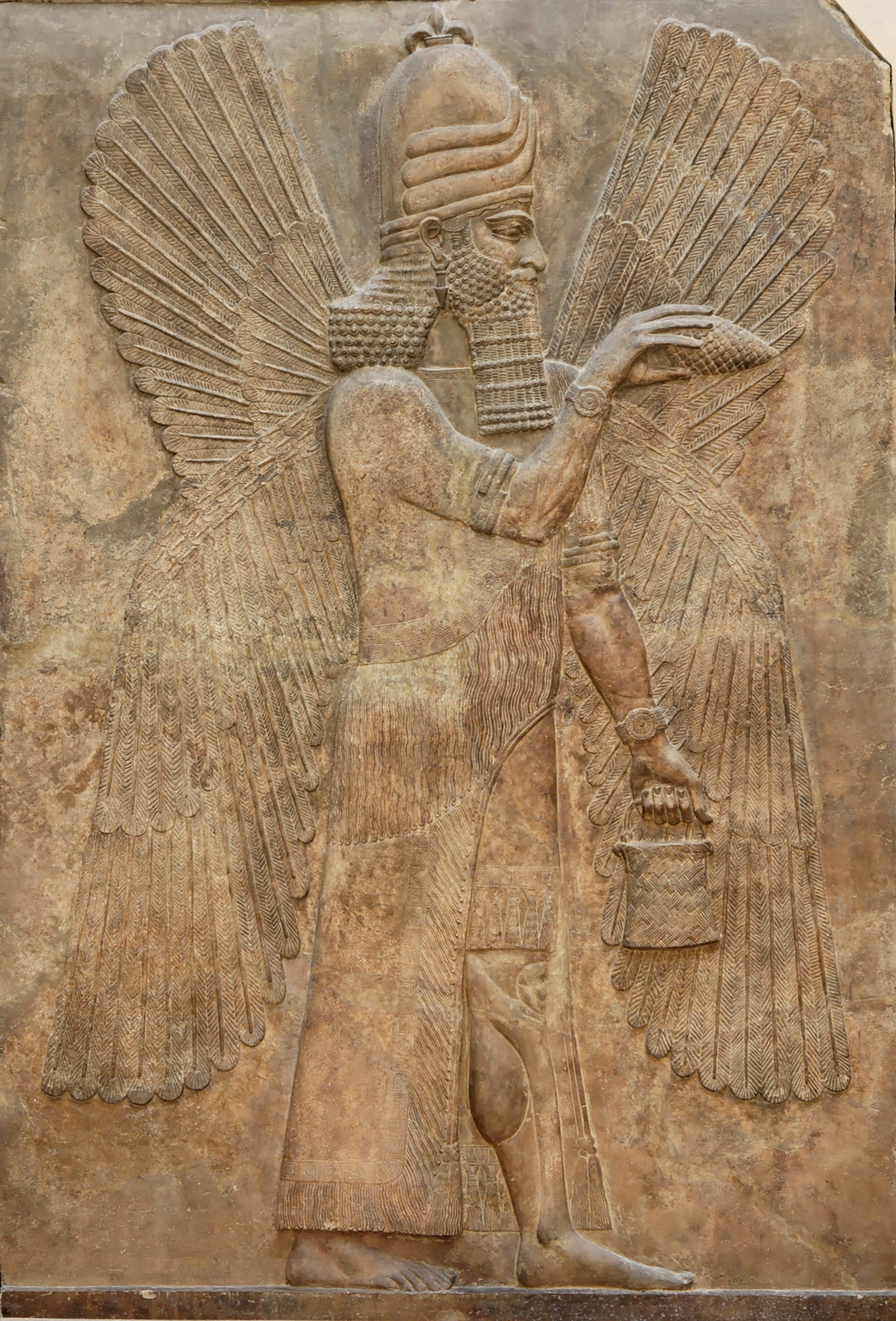
Genio alato da Khorsabad, VIII secolo a.C., Parigi, Museo del Louvre
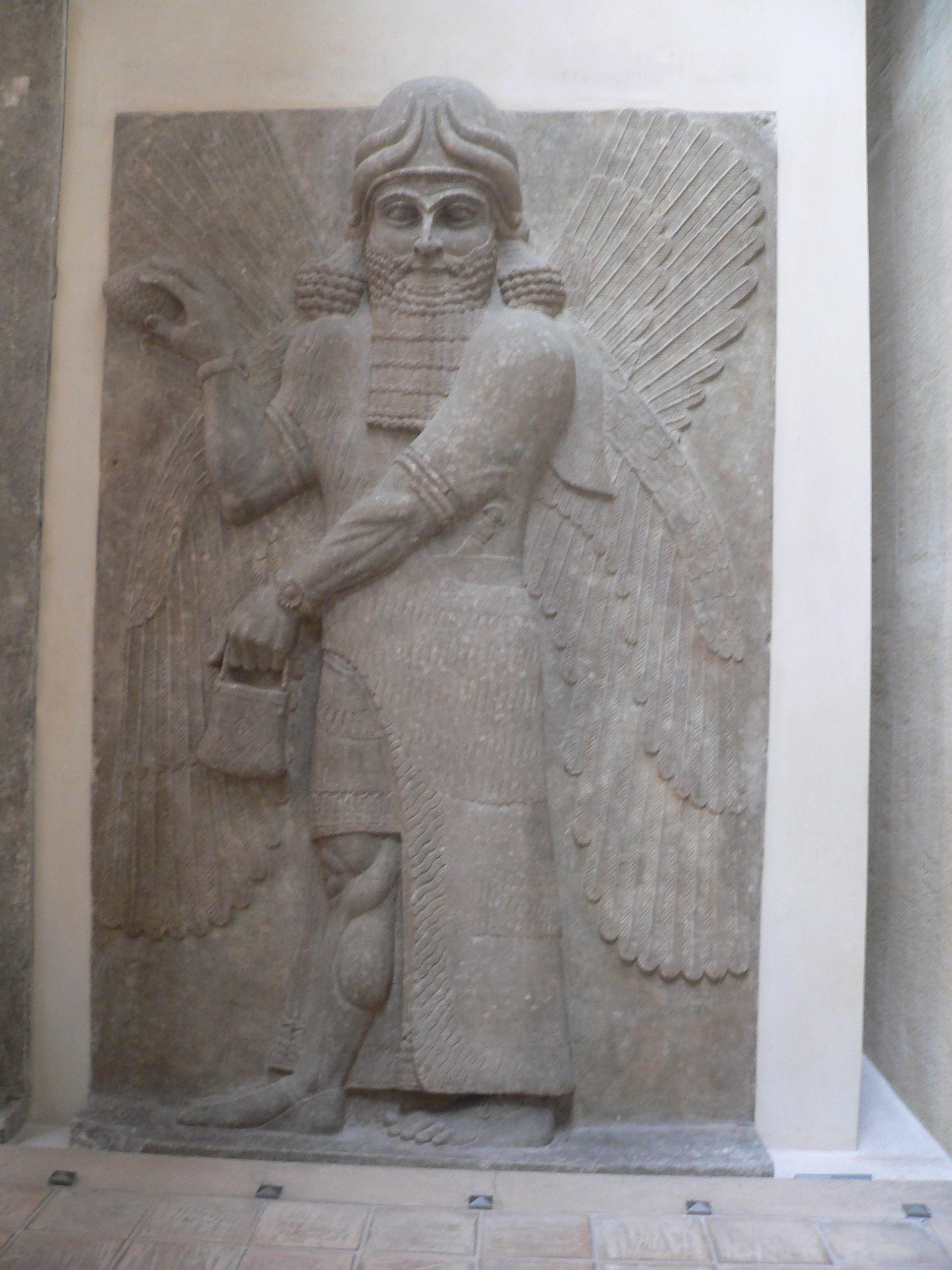
Genio alato da Khorsabad, VIII secolo a.C., Parigi, Museo del Louvre
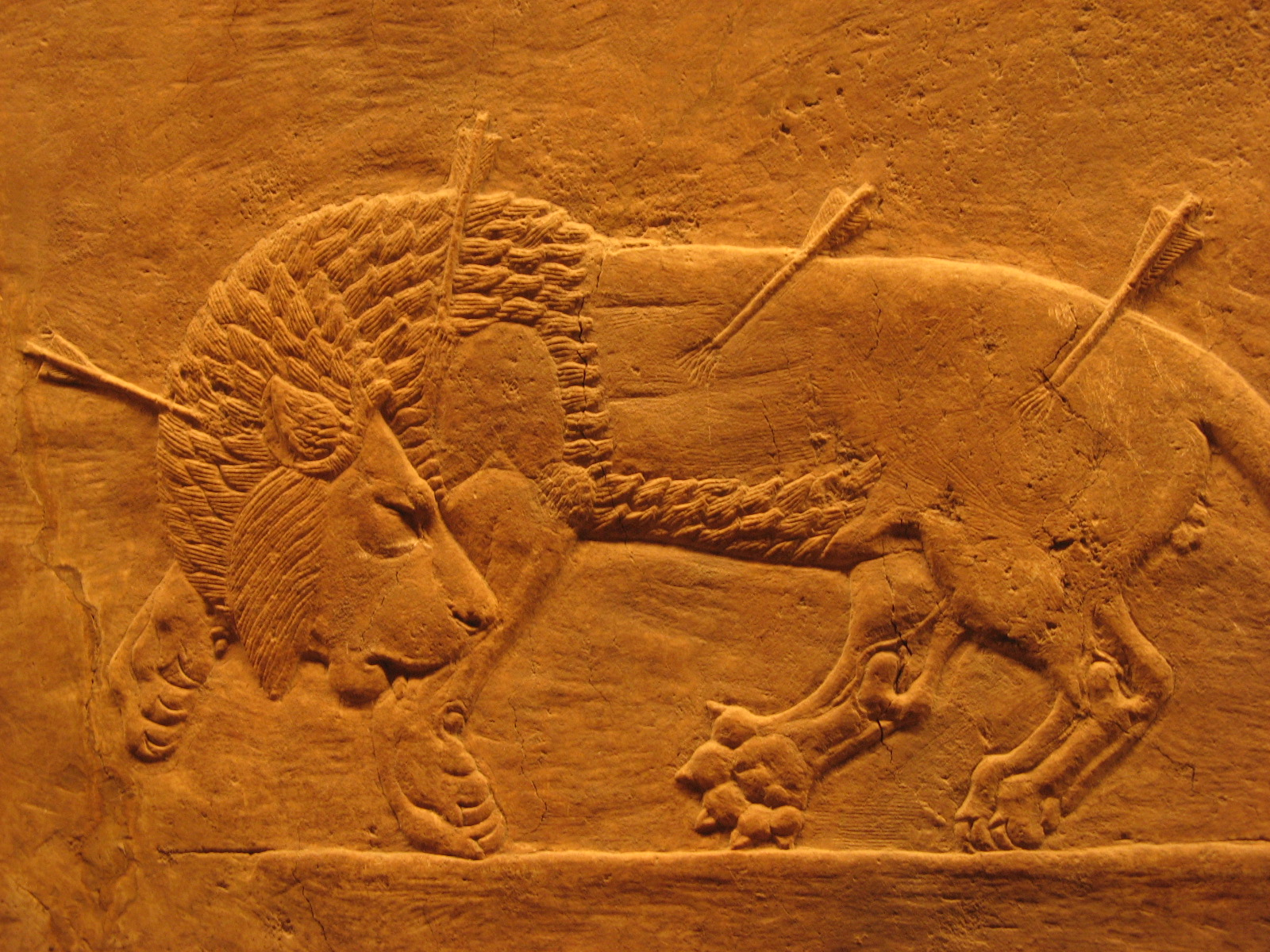
Caccia reale al leone da Ninive, VII secolo a.C., Londra, British Museum
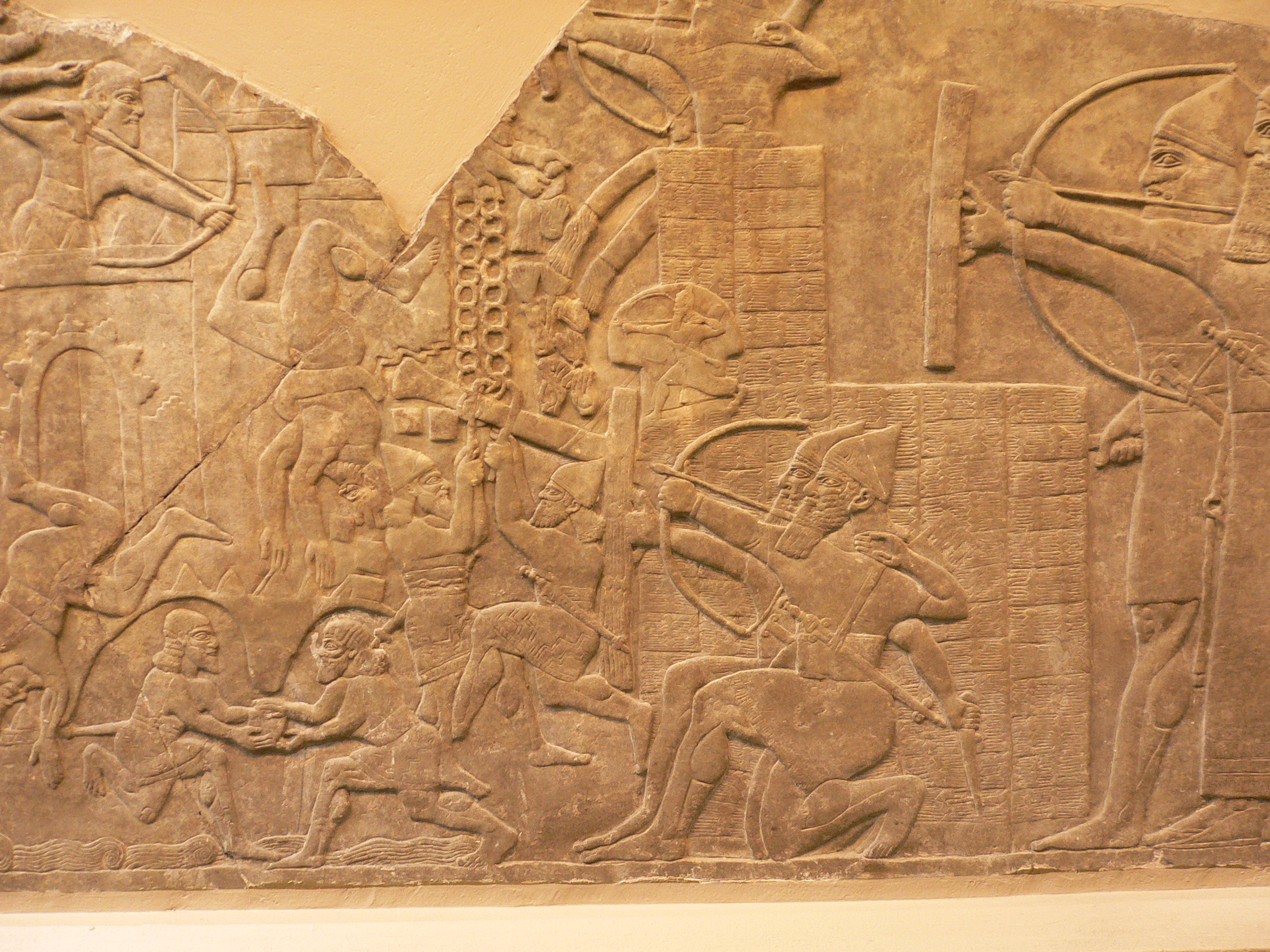
Battaglia da Ninive, VII secolo a.C., Londra, British Museum